# 雞蛋仔

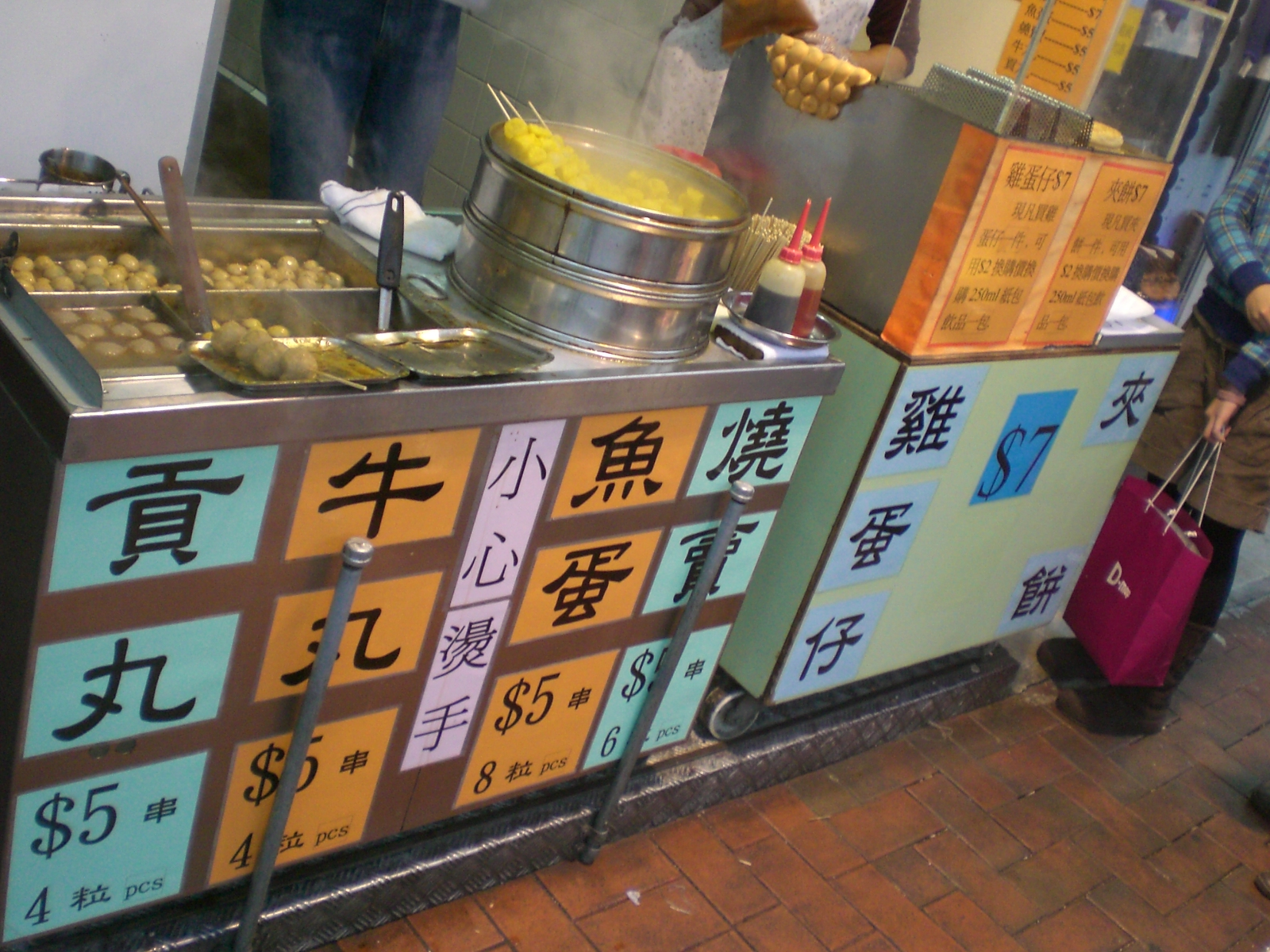
雞蛋仔
(圖中最右側攤位)

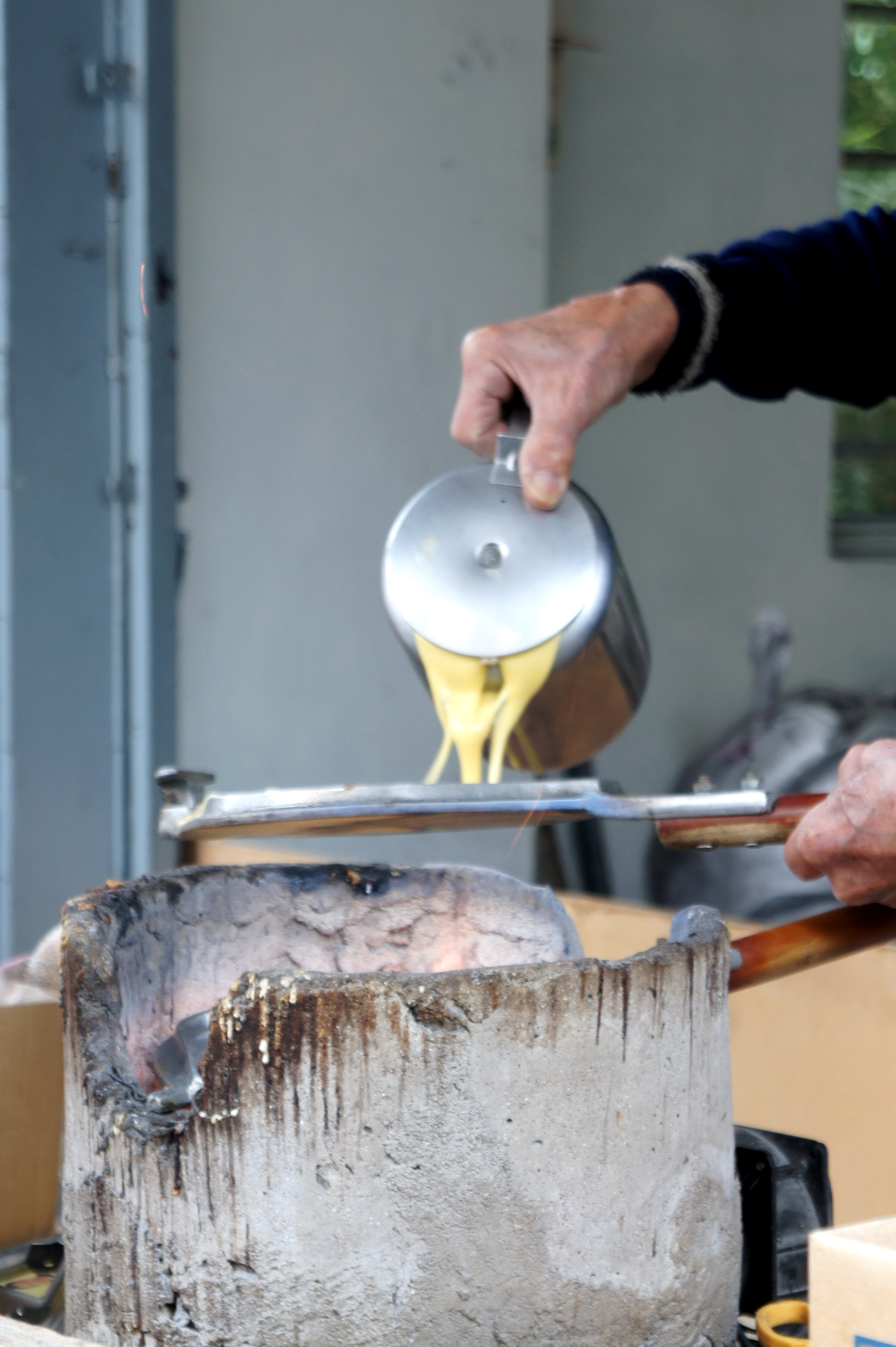
火燒雞蛋仔的製作。蛋漿倒在一片蜂巢狀鐵製模版後，蓋上另外一片模版，就可以放在炭爐上烘烤。後來以鹹蛋代替雞蛋令雞蛋仔更鹹

雞蛋仔是一種香港街頭小吃，特點是其中一面內部呈中空及脆口，另一面則呈現蛋糕及柔軟口感，並散發蛋香。製作雞蛋仔時，先準備好以雞蛋、白砂糖、牛油、麵粉和淡奶混和而成的蛋糕糊，然後在蜂巢狀的鐵模塗抹一點牛油或植物油方便脫模，再將蛋糕糊倒進鐵模及烘烤；製成後軟口感，並散發蛋香，呈現金黃色。現在世界各地可以見到它的蹤影。

## 起源
雞蛋仔發源自五十年代的香港，當時雜貨店為免浪費這些破裂的雞蛋，於是把麵粉和牛油等食材加入蛋漿裡，然後倒進模具烘焗；後來有人設計雞蛋狀的模具，於是被命名為「雞蛋仔」。
英語名雞蛋仔為雞蛋窩夫（英語：Egg waffle），其他語言也有港式窩夫（烏克蘭語：Гонконгські вафлі）等稱呼。

## 現況
雞蛋仔傳統上會放在炭火上烘烤而成，但近年為節省成本及安全，大多改用電爐。
在香港，雞蛋仔傳統是由街頭小販販賣，近年則有小食店製造。雞蛋仔除了作為小吃外，更可代替威化餅作為雪糕的配料。

## 製作方法
1. 將所有的粉類過篩，並把油、水、淡奶和雞蛋混合打勻。
2. 篩後的粉與蛋漿混合，攪拌均勻。
3. 將面糊過濾以去除雜質。
4. 將雞蛋仔的模預熱、燒熱，並且刷上一層油。
5. 倒入面糊至摸子的半分滿。
6. 停留幾秒鐘，蓋上另外一半的蓋子，並馬上翻面。
7. 翻面後，每面各燒1至2分鐘，打開看看，若顏色差不多均勻上色就可以出爐了。
8. 可以使用叉子挑一挑，雞蛋仔就會從模子中脱出來了。

## 食法

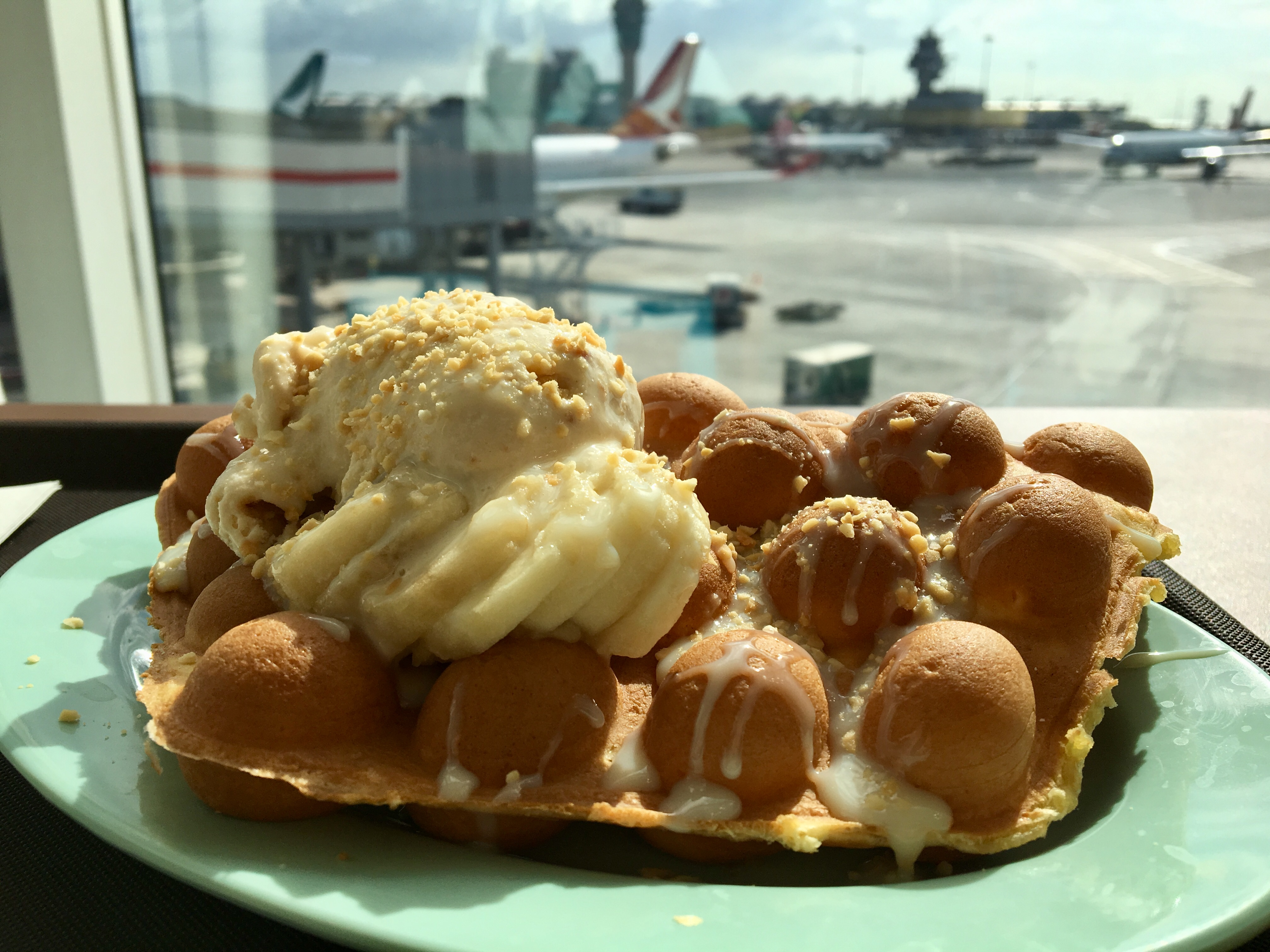
香港國際機場內售賣的雞蛋仔，搭配花生碎、香蕉和冰淇淋

香港在近年開始，都可見到許多店家製作雞蛋仔，並做出許多不同風味的雞蛋仔。例如：香芋雞蛋仔、西式雞蛋仔，有巧克力的雞蛋仔、抹茶雞蛋仔等，有冰淇淋的雞蛋仔來搭配。

## 類似小吃
臺灣和香港有一種類似雞蛋仔的街頭小吃，名為雞蛋糕，作法類似車輪餅和章魚燒，把麵糊倒進模具裏，使用發粉（浹打粉）等膨劑，添加入水泥糊，加熱製成。